# Body Heat
Body Heat (рус. «Жар тела») — второй альбом немецкой группы Blue System, вышедший на лейбле Hansa Records в 1988 году. Альбом содержит известный международный хит группы — «My Bed Is Too Big», а также такой хит, как «Under My Skin». Помимо этих песен, в качестве синглов были выпущены «Love Suite» и «Silent Water». 
Также в альбом вошёл ремикс хита «Sorry, Little Sarah». На песни «Under My Skin», «Love Suite», «My Bed Is Too Big» и «Silent Water» были сняты клипы. 

## Об альбоме
Диск вышел 17 октября 1988 года. Первым синглом с альбома стала песня «My Bed Is Too Big» — самый известный и международный хит группы, вышедший в апреле 1988 года. Вторым синглом с альбома стала «Under My Skin», вышедшая в октябре 1988 года. В этом же месяце вышел и сам альбом. После альбома были выпущены ещё два сингла — «Silent Water» (декабрь 1988) и «Love Suite» (март 1989).
Альбом также содержит ремикс на первый хит группы — «Sorry, Little Sarah», который был впервые выпущен на оригинальном релизе сингла 1987 года. 
В немецких чартах альбом занял 20-е место.  

## Список композиций
| №                   | Название                                   | Длительность |
| ------------------- | ------------------------------------------ | ------------ |
| 1.                  | «Under My Skin (Radio Version)»            | 3:34         |
| 2.                  | «Do You Wanna Be My Girlfriend»            | 3:58         |
| 3.                  | «Titanic 650605»                           | 3:26         |
| 4.                  | «Love Suite»                               | 3:21         |
| 5.                  | «Body Heat (Long Version)»                 | 3:08         |
| 6.                  | «My Bed Is Too Big»                        | 3:17         |
| 7.                  | «Too Young»                                | 3:42         |
| 8.                  | «Sorry, Little Sarah (New York Dance Mix)» | 5:59         |
| 9.                  | «Silent Water»                             | 3:27         |
| 10.                 | «I Want To Be Your Brother»                | 3:17         |
| Общая длительность: | Общая длительность:                        | 37:09        |

## Позиции в чартах
| Страна   | Позиция |
| -------- | ------- |
| Германия | № 20    |
| Австрия  | № 23    |